# Belisario Torres
Belisario Viterbo Torres Otoya (Samborondón, 4 de septiembre de 1863-Quito, 21 de enero de 1912), fue un militar, político, revolucionario liberal y periodista ecuatoriano.

## Origen y primeros años
Su nombre original fue Belisario Viterbo Gómez Otoya. Al parecer, hijo de Abelardo (su otro nombre, posiblemente, Bernabé) Gómez Castrillón (n. Guayaquil, 1837 — f. Guayaquil, c. 17 de agosto de 1891), Teniente de Fragata de la Armada Nacional, y de María del Rosario Otoya y Vera (n. Provincia de Los Ríos, 1840 - m. Guayaquil, 1900).
Es probable que la madre se haya hecho cargo del niño Belisario Gómez en los primeros años, más al contraer nuevo compromiso con el agrimensor municipal Francisco José Landín, habría entregado el cuidado del menor a la familia paterna del mismo. De esta nueva relación de su madre, proceden sus hermanos Coronel Camilo e Ingeniero Francisco Landín Otoya. Sin duda, mantuvo la relación con su madre, pues ambas familias se frecuentaron por varios años. Igualmente, miembros de la familia Martínez-Torres la presencia de los Landín en sus reuniones sociales.

Así, pasó a ser adoptado por su tía paterna, Petra Gómez Castrillón (n. Guayaquil, 1829 — m. Guayaquil,1880), casada con el coronel Antonino Torres. Hacia la edad de siete años, aparece ya como Torres en los censos municipales de 1871, viviendo junto a otra menor, Ignacia Neira Hermida, nacida en Cuenca, Ecuador (esta niña fue adoptada, sin cambiar sus nombres por los esposos Cornejo-Gómez); más, curiosamente, viviendo junto a ellos y luego en la casa de la familia Torres-Lascano, a unas cuantas casas de ahí, en el mismo barrio tradicional de Las Peñas.

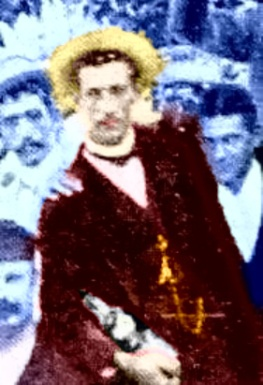
Belisario Torres en su juventud, con grupo de amigos a orillas del río Daule

## Estudios
Todos sus estudios los realizó en su ciudad natal, y al culminarlos se dedicó al comercio al tiempo que hacía sus primeras intervenciones en el campo de la política.

## Matrimonio y descendencia
Casó con Mercedes Lascano García. Siendo hijos de este enlace:
- Antonino Torres Lascano,
- Francisca Torres Lascano (1877-1981).
- Belisario Torres Lascano (1895-1983).
- Ángela Torres Lascano (1896-1977).
- Petra Torres Lascano
- Arturo Torres Lascano

Sus nietos fueron los Torres-Bueno, Martínez-Torres, Torres-Vera, Granja-Torres,Camino-Torres y Torres-Aguilar.
Antes de su matrimonio, tuvo una hija natural a quien llamó Dolores Torres, origen de los Cruz Torres.

## Cofundador de diario
El 1 de febrero de 1888, junto a Manuel Martínez Barreiro fundó el «Diario de Avisos» de Guayaquil, por medio del cual defendió ardorosamente los ideales liberales. El mismo era editado en la Imprenta Comercial, talleres propios ubicados en la calle Orellana número cuatro. Su formato fue mediano, a cuatro planas, con tres columnas.

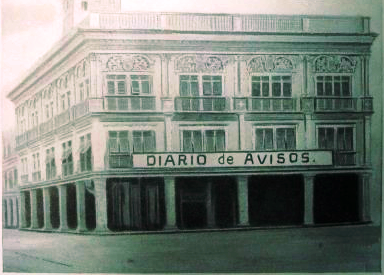
El Diario de Avisos

A través del Diario, puso al servicio de muchos su espíritu filantrópico. En 1891, Manuel J. Calle llegará indigente a Guayaquil, y Torres lo pone bajo su protección, incluyéndolo en la nómina del Diario de Avisos, en donde llegaría a ganar hasta 40 sucres al mes, cifra importante para entonces.
Manuel de J. Calle, ya convertido en el más famoso periodista del país, publicó un artículo de remembranzas de la época dorada del vespertino:

En el terror blanco de los últimos años de la Administración del señor Caamaño, faltaba un órgano de publicidad a la conciencia nacional, y se fundó, entonces, el Diario de Avisos, que condensó la protesta y se echó al peligro. Contaba con el concurso de otro insigne liberal, don Manuel Martínez Barreiro, ya medio olvidado, y tocó la llamada a los escritores independientes que aún quedaban por acá, con las alas rotas y las plumas llenas de orín. ¡Qué empresa aquella! La juventud que hoy se levanta con ardores de combate entre el aplauso de todos, tiene razón de ser ingrata con sus predecesores, porque no pueden vivir del recuerdo ni de las alabanzas retrospectivas, pero deben saber algo de cómo fueron esos tiempos, y de qué modo se escribía, ¡Poco menos debajo del hacha! Ocho años vivó aquel periódico cuando las letras de molde no daban de comer a sus servidores, y el elemento negocio no había aún en los programas editoriales. Era todo caso primitivo y de franciscana pobreza, y no se trabajaba sino por la idea, gracia si algún modesto sueldo -bien modesto, por cierto- no permitía que los redactores de plantillas salieran a pordiosear por las calles. En cambio, había una cosa, o por lo menos dos, que ahora va escaseando: Valor civil y desinteresada esperanza. Y también palizas, persecuciones y destierros, cuando menos la Cárcel y la Multa. Y el Diario de Avisos fue la palabra del Liberalismo, cuantos en el sosiego del período floreando echaban a manos llenas la semilla que, por acción de algunos de ellos mismos, se había malogrado más tarde, en la hora del reparto y en la prueba de los caracteres: Y allí se formaron quienes, en seguida, han dado honor o lustre a la intelectualidad ecuatoriana. Era una almáciga fecundada por el sol de todos los honrados y leales entusiasmos.

Cosa parecida hace en 1893, cuando lleva a su amigo José Abel Castillo a que dirija la contabilidad y la administración del mencionado Diario, más al año lo hace comisionista de la empresa editora de la obra «El Ecuador en Chicago». Siendo el Diario de Avisos el periódico liberal por excelencia, el 18 de abril de 1895, el entonces presidente Luis Cordero Crespo aplicó el ya famoso “7 y 20” como sanción al Diario: 7 días de prisión para Belisario Torres, por su calidad de propietario del medio de comunicación, y a Juan Felipe Carbo, como redactor del mismo, y 20 pesos de multa.

El Diario de Avisos encontró su fin en el Incendio Grande que devoró casi la totalidad de Guayaquil en 1896.

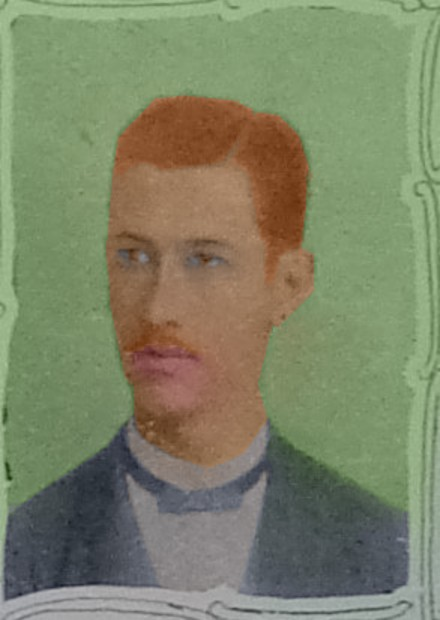
Como fundador del Diario, en 1888, con 25 años.

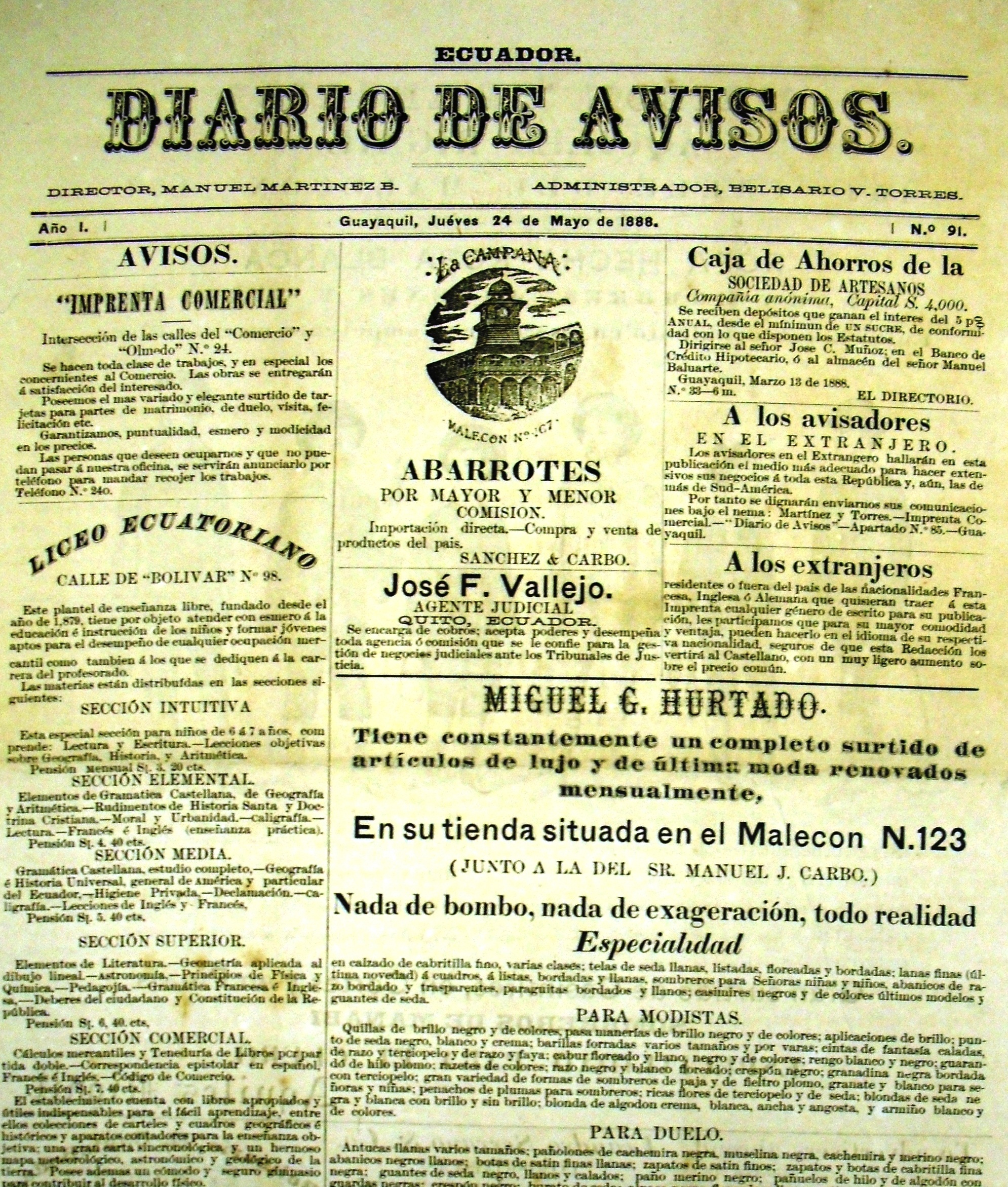
Ejemplar del 24 de mayo de 1888.

En 1894, todavía como uno de los dueños del «Diario de Avisos», de tiraje vespertino, nombró como Director a Luis Felipe Carbo y Amador, prestándole el apoyo del medio para la publicación de la obra «El Ecuador en Chicago»: La Obra resultó muy hermosa. Impresa en papel couché de lujo con gran cantidad de vistas y fotografías, constituye el mejor y quizás único recuerdo que se tiene del Guayaquil anterior al incendio Grande de 1896. Carbo se entendió en la distribución y venta a nivel nacional pues siempre había sido un excelente comerciante. Los ejemplares se agotaron casi enseguida y hoy constituyen rarezas bibliográficas. «El Ecuador en Chicago» es un clásico en la bibliografía nacional. En 1909 el Presbítero Juan Bautista Ceriola en su obra «Compendio de la Historia del periodismo en el Ecuador» al referirse a dicha obra dijo que era «la mejor Monografía de la República por sus interesantes datos históricos, estadísticos, geográficos y por la profusión de sus grabados». En su redacción intervinieron Tamayo, Carbo y Campos.

## Revolucionario liberal
Posteriormente, intervino de manera significativa en todos los movimientos y acciones que culminaron el 5 de junio de 1895 con el triunfo de la Revolución Liberal, luego de lo cual concurrió, bajo las órdenes del propio general Eloy Alfaro, a la campaña del interior. Asistió a los triunfos de Socavón, Chimbo y Gatazo, y finalmente entró con los vencedores en Quito.
Sobre la Batalla de Gatazo tenemos un documento de primera mano en el relato que el mismo coronel Torres realizó pormenorizadamente; informe que fuera mandado a publicar en el Registro Oficial N°. 351 de 1895. El parte está firmado el 18 de agosto y dice:

Ministerio de Guerra y Marina. 26. República del Ecuador-La División-Batallón 2.º de Línea-Riobamba, 18 de agosto de 1895.- Al señor Jefe del Estado Mayor. Cumpliendo lo dispuesto en la orden general de ayer, tengo el honor de dar cuenta a Ud. de la parte que tomó el batallón de mi mando en la batalla del 14 del presente librada contra 2,300 enemigos atrincherados en posiciones ventajosas, cuyo resultado fue la más completa y vergonzosa derrota de un ejército doble en número de fuerzas que de nuestra parte combatieron. El día 13 entramos al pueblo de Cajabamba, á (sic) una de la tarde. Pocos momentos después, por orden Suprema reconocimos, en unión de Ud., el cerro situado tras la iglesia que domina por el frente izquierdo un camino por donde podía aparecer el enemigo. El día 14, á eso de las 11 de la mañana el toque de generala anunció la reunión del ejército, y este batallón formó, inmediatamente, en cumplimiento de la orden citada. Puesto al habla con el señor Jefe Supremo, me comunicó la noticia que el enemigo marchaba con dirección á San Juan, con el objeto de contener el avance del ejército del señor general Vernaza é impedir su incorporación aá nuestras fuerzas, disponiendo que estuviera listo el batallón para salir al lugar que se me designara. A las 12 del día, pasamos revista de armas y municiones en la plaza de Cajabamba. En este momento se presentó el Sr. Jefe Supremo, acompañado de su Estado Mayor, y dispuso que el batallón ocupara el cerro antes citado, cuyas posiciones se creían, entonces, las más importantes. La orden se cumplió de la manera siguiente: el señor General Comandante General don Plutarco Bowen y el Estado Mayor de nuestra división, marchaba á la cabezas; la 1.ª. Compañía al mando del Capitán José María Villota, y bajo mis órdenes inmediatas, ocupó la cúspide del cerro, más o menos de 100 metros, de donde podíamos ofender al enemigo por nuestro frente izquierdo, y contener su avance por nuestra derecha. La segunda compañía a puse a órdenes del Sargento Mayor Miguel S. Saona, Ayudante Mayor del Cuerpo, pues el Capitán Rivadeneira quedó enfermo en el Hospital; a la cabeza marchaba el 4.º Jefe del batallón, Sargento Mayor Rafael Villamar. Esta compañía se situó a 30 metros más abajo para reforzar a la 1.ª. En caso de ser necesario. La 3.ª. Compañía al mando de su Capitán Alcides H. Egües, y bajo las órdenes del tercer Jefe, Teniente Coronel Amador Rivadeneira, se situó á nuestra retaguardia derecha, con órdenes de contener al enemigo, en caso de avance, por ese costado. La 4.ª. Compañía á órdenes de su Capitán César V. Vaca, y bajo las órdenes inmediatas del 2.º Jefe, Teniente Coronel Julio Navarro, formaba la reserva. La banda quedó a nuestra derecha, entre la 3.ª. y 4.ª. compañía. Ocupando cada uno de sus posiciones, y con ayuda de sus anteojos, distinguimos como á la 1 y media de la tarde que aparecían sobre nuestro flanco izquierdo y como á dos leguas de distancia, columnas de gente que por la dirección que traían no podía ser el ejército del señor General Vernaza que esperábamos, sino el enemigo. Esta aparición mandó Ud. á comunicar, inmediatamente, al señor Jefe Supremo con uno de sus ayudantes. Rotos los primeros fuegos, fueron sostenidos honrosamente por los batallones “”Chimborazo” y “Tungurahua”, que, de antemano, habían marchado como avanzada, con el fin de proteger (sic) la incorporación del señor General Vernaza; mientras tanto, éramos nuevos espectadores del combate, y toda la gente se desesperaba por tomar parte en él. Poco después se me ordenó bajar por nuestra izquierda, lo que se verificó en medio del entusiasmo general. Marchábamos por la carretera con la intención de atacar al enemigo por su flanco izquierdo y por retaguardia; habíamos avanzado gran parte del camino, cuando recibí orden de contramarchar á proteger la línea de combate que ocupaban el “Tungurahua” y “Chimborazo” la que había sido reforzada ya por el Batallón “Daule No. 2”. Hicimos una marcha forzada á través de cerros y lomas para trasladarnos al lugar del combate, siendo admirable que durante dos horas de penosas ascensiones no se notara una sóla manifestación de disgusto. A eso de las 4 de la tarde subíamos, al fin, la cuesta del cerro de Bayabug, que domina las posiciones enemigas por el centro, y por su costado derecho nos dividía una quebrada que se interponía entre los dos ejércitos. Antes de ocupar la línea de combate, detuve la cabeza del batallón para dar lugar á incorporación de la gente y entrar en formación, pero los gritos desesperados de avance, repetidos continuamente, me obligaron á entrar en combate con la gente que tenía, y el resto fue tomando colocación á medida que iba llegando. La 2.ª. compañía se colocó á la izquierda del batallón “Daule No. 2” y la 1.ª. á la izquierda de la 2.ª; la 3.ª. y 4.ª. compañías, avanzaron por retaguardia á ocupar las quebradas que daban á nuestra izquierda de donde al mismo tiempo que se atacaba de frente al enemigo, se impedía que nos flanqueara, caso de haberlo intentado. Parte de las tropas que combatían á nuestra llegada, se habían retirado ya por falta de municiones y el enemigo avanzaba intentando atravesar la quebrada. La oportuna intervención del No. 2.º decidió la suerte del combate y aseguró el triunfo de la causa de la libertad y la reivindicación de la honra nacional. Dos hora de medio fuego continuo, sostenido bizarramente por este batallón, bastó para hacer retroceder al enemigo y ponerlo en completa derrota. Mi misión en el combate se redujo solamente a señalar de acuerdo con Ud. el lugar que cada uno debía ocupar; no fue necesario ejecutar ningún otro movimiento, pues al primer impulso de nuestras fuerzas obligamos al enemigo á replegarse en sus trincheras. A las seis y media de la tarde, ordenó el Sr. Jefe Supremo, cesar los fuegos, lo cual se cumplió á despecho de nuestros entusiastas soldados que querían acabar de una vez con el resto de las fuerzas enemigas: á las siete de la noche habían cesado los fuegos. El batallón se reconcentró en la falda izquierda de la colina donde pernoctamos, después de haber colocado avanzadas en los lugares convenientes. A las 5 de la mañana del día 15, el batallón formado esperaba órdenes. El Sr. Jefe Supremo, magnánimo siempre en sus actos, no quiso acceder a que se rompieran los fuegos sobre algunas partidas que trataban de reaccionarse en el otro campamento, esperando que el enemigo lo hiciera primero. A las 6 de la mañana se dejó oír el primero disparo de cañón hecho sobre nuestra derecha y, pocos momentos después, el segundo y el último tiro en nuestra dirección, cuya bala cayó a 30 metros á retaguardia del lugar donde nos hallábamos. Nuestra artillería rompió, entonces, los fuegos con tan buen acierto, que pocos tiros bastaron para obligar al enemigo a desbandarse en todas direcciones. De nuestra parte han encontrado honrosa muerte en el campo de batalla el sargento Luis Malo, justamente apreciado por su buena conducta, así como los soldados Valerio Bonilla, Francisco Arias y Luis Lozano; están heridos los sargentos Francisco Moreno y Manuel Lozada y los soldados Manuel Salvatierra, Manuel Zabala, Juan Remache y Rodolfo Garcés; fueron hechos prisioneros el Subteniente Andrés Arrata, el soldado Agustín Rivadeneira, Sargento Fidel Manosalvas, cabo Virgilio Aliaga y los soldados Pedro Ortiz y José Zambrano. Los dos primeros fueron liberados por guerrillas nuestras que combatieron cuerpo á cuerpo; los otros debieron su libertad á la fuga desordenada del enemigo: sólo del último tengo noticia de haber sido llevado. Sobre la conducta de los señores Jefes, oficiales y soldados, podría dar algunos detalles de hechos especiales; pero todos cambian la gloria que podría corresponderles or la satisfacción de haber contribuido á afianzar el orden y la libertad de su Patria. Sólo tengo que observar que el Capitán Rivadeneira, a pesar de haber estado enfermo, avanzó á tomar el puesto que le correspondía en el combate. Esta es, en resumen, la arte que ha tocado al No. 2 en los combates del 14 y 15 del presente. Usted que recorrió varias ocasiones la línea de batalla, podrá juzgar con mejor acierto, si el batallón de mi mando cumplió o no, con su deber. Antes de concluir permítame Ud. elogiar la valerosa conducta observada por Ud. y su ayudante Federico Villamarín, así como la de los señores Coroneles Campi y Páez, á quienes tuve la ocasión de ver en el combate. Sírvase Ud. elevar el presente parte al señor Comandante General, para que, por su órgano, llegue a conocimiento del Supremo Gobierno. Dios y Orden. Belisario V. Torres.

### Comandante de Armas del Azuay

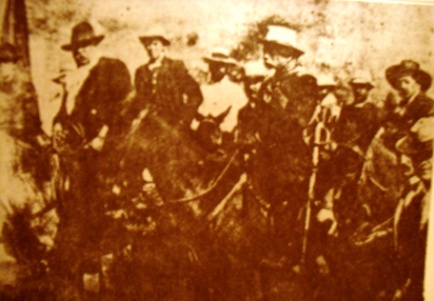
El Capitàn Pedro Montero y el General Eloy Alfaro.

En 1896, ante la marcha de las fuerzas conservadoras desde la ciudad de Cuenca, al mando del coronel Vega, el general Alfaro lo nombra Comandante de Armas del Azuay. Subió desde la costa con el Batallón Segundo de Línea, vence en la batalla de Tanquís y llega el día 5 de julio a dicha ciudad: Inmediatamente, empieza a organizar las defensas de la urbe, pues Vega, pacificada la ciudad había marchado hacia Riobamba. Se cuenta que Torres exigió a veinticinco ciudadanos, de los más acaudalados, su contingente económico para solventar los gastos de la campaña.
Enterado Vega de la revancha liberal sobre Cuenca, deja a media lucha Riobamba y regresa al Azuay, dejando extrañados a los liberales por este error, pues, de haber tomado a Riobamba, era seguro que caía Quito y se habría terminado el dominio liberal. Este error táctico fue aprovechado por Eloy Alfaro, quien toma el camino hacia Riobamba, a donde llegó escoltado por Rafael Arellano, Emilio María Terán, Leonidas Plaza y Julio Andrade. Al poco tiempo, llegan refuerzos desde Guayaquil a las órdenes del General Francisco Morales. En Boliche encontraron a los enemigos y triunfaron los liberales. Alfaro podía decir que dominaba en la Provincia del Chimborazo; pero no por ello las guerrillas conservadoras dirigidas por Folleco, Donoso y otros, entre los que se contaba el joven Gabriel García del Alcázar, hijo de Gabriel García Moreno, dejaron de hostilizarlo.
Vega llega a Cuenca y se entabla cruento combate entre liberales y guerrilleros: Ganaron los conservadores con graves bajas y entraron en Cuenca. Era el 5 de julio de 1896. Por el lado liberal se lamentó la pérdida del doctor Luis Malo Valdivieso y cayeron prisioneros los coroneles José Félix Valdivieso, José Peralta, Belisario Torres y León Vallés Franco.
Mientras tanto, la guerra contra los conservadores continuaba. El 11 de agosto “los azules” atacaron Píllaro, igual cosa sucedió el mismo día, en Latacunga donde Melchor Costales triunfó en dura lid. Leonidas Plaza contraatacó el 15 y ocupó Píllaro que había sido evacuada por Folleco. Pedro Concha Torres le secundó y en brillante acción de armas derrotó a los conservadores en Daldal y completó la labor de Plaza terminando las guerrillas en el centro de la República. Los cabecillas fueron a guardar prisión en el Panóptico de Quito, construido por orden de García Moreno para «todo malandrín que agite la República con asonadas y escándalos».
Cuenca se mantenía en manos “azules” y era el último obstáculo para la completa pacificación de la República. Las acciones empezaron el 23 de agosto de 1896, no sin luchar a sangre y fuego porque se combatió con denuedo y tesón en ambos bandos, realizándose proezas de heroísmo al grito de «¡Viva la Patria!» «¡Viva Dios!» «¡Viva Alfaro!» y «¡Viva Vega¡». La victoria fue de Alfaro. Los prisioneros fueron liberados, y con ellos, el Coronel Torres

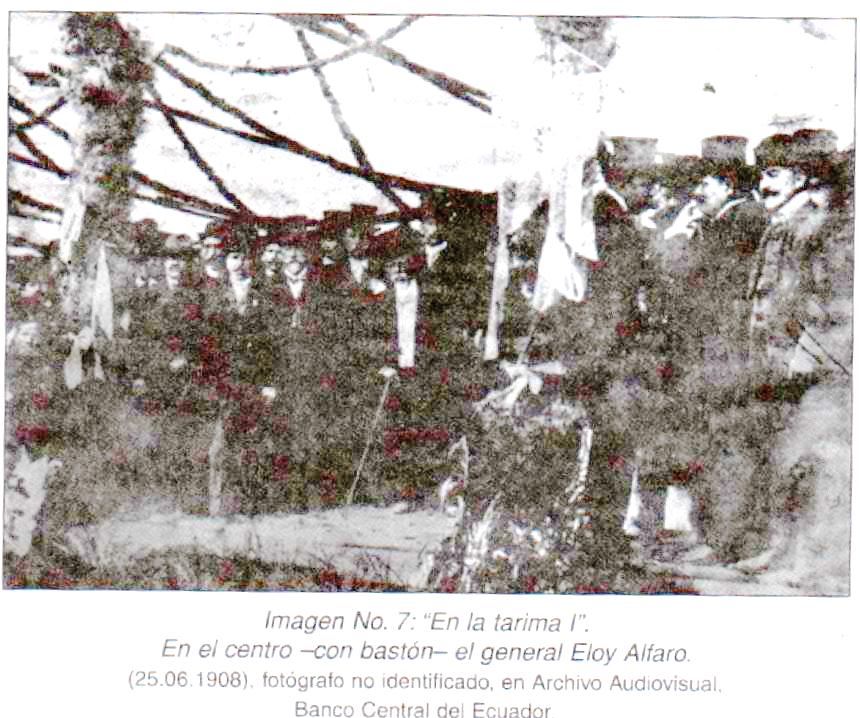
El Coronel Torres a la derecha del Presidente Alfaro

### Director del Muelle de Guayaquil
En 1899, se encuentra ocupando el cargo de director del Muelle de Guayaquil, cargo del que quiso renunciar. Sobre el particular, se detalla lo siguiente: 

Quito, Marzo 8 de 1899. Sr. Gobernador de la provincia del Guayas: El Supremo Gobierno cree indispensables para alcanzar la consolidación del partido y de la buena marcha de la Administración, los servicios de hombres probos, ilustrados y adictos como el Sr. Belisario Torres; y, por lo mismo ha dispuesto que no se le acepte la renuncia que ha elevado del cargo de Director del Muelle de ese puerto. Particulares que comunico a Ud. para conocimiento del Sr. Torres. Dios y Libertad, El Ministro de Relaciones Exteriores, encargado del Despacho, J. Peralta.

### Problemas económicos
Para 1903, pasa por apuros económicos, según, lo relatan Díaz Cueva y Fernando Jurado Noboa: En febrero de 1903 tuvo un aprieto y por una deuda de 300 sucres fue llevado preso, en esa época este tipo de actos eran públicos como para amedrentar socialmente: al pasar cogido del alguacil por el bulevar, en casa de los Morla, estaba sentado en su oficina de Carros Urbanos Emilio Estrada. Al verlo así, le pregunta la causa y oída la respuesta del Coronel, le replica al alguacil: «Suelte a ese hombre y entre por la plata». Pocas horas después recibe una carta del Coronel Torres, en que le dice: «La gratitud no es la compensación de un favor recibido, sino simplemente el sentimiento que nos hace recordar que somos deudores de ese favor».

### Ministro de Hacienda
Durante la segunda administración de Alfaro, fue nombrado Ministro de Hacienda mediante Decreto Ejecutivo del 21 de marzo de 1908, manteniéndose en el cargo hasta el mes de julio del mismo año. Para tal finalidad debió trasladarse a Quito con su familia, para lo cual arrendó un inmueble en el casco céntrico de la ciudad, que era la segunda casa entre las calles Salvador y Paredes. Diagonal a la casa residían las hermanas Bueno Chiriboga, hijas del hogar formado por César Bueno Landázuri y Mercedes Chiriboga Dávalos, con quienes la familia entabló cordial amistad. Belisario prestó atención a la menor de las hermanas, de nombre Inés, de catorce años, con el fin de prometerla a su hijo Antonino Torres.

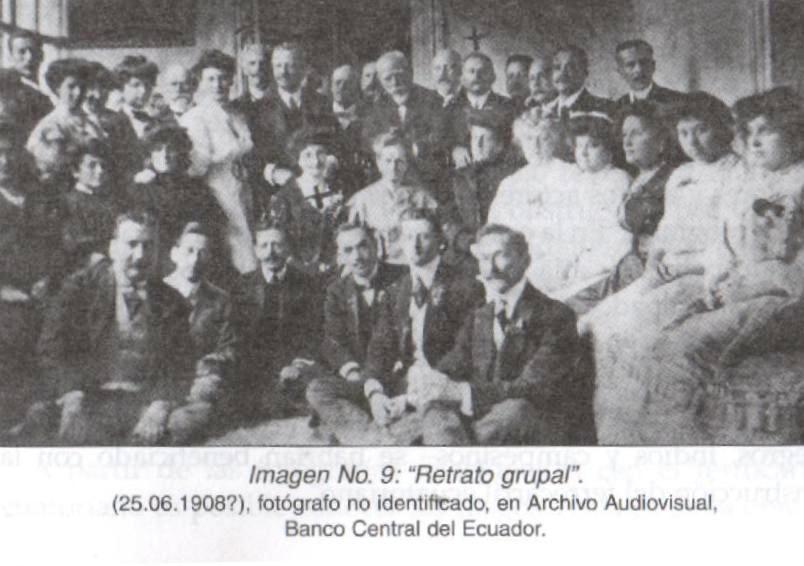
left1906: Recepción dada por el presidente del Congreso, Dr. Carlos Freile Z. en honor del Presidente Alfaro.Constan el Crnel.Torres al fondo a la izquierda contra el ventanal, y en primera fila, segundo desde la izquierda, su hijo Antonino Torres.

### Interventor Fiscal de las cuentas del Ferrocarril del Sur
Mediante Decreto N°. 612 publicado en el R.O. 1013 de 21 de julio de 1909, El presidente de la República lo nombra Interventor Fiscal de las cuentas del Ferrocarril del Sur. 

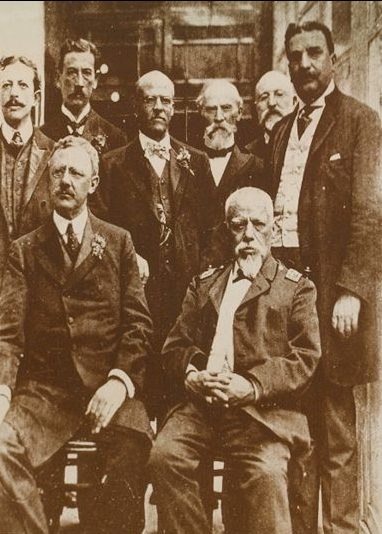
El presidente Eloy Alfaro y un grupo de altos funcionarios después de haber enclavado el «clavo de oro», el día de la inauguración del Ferrocarril Andino, en 1908.
En primera fila, Archer Harman y Eloy Alfaro; segunda fila: Alfredo Monge, Crnel. Belisario Torres, Dr. César Borja Lavayen, Gral. Francisco Hipólito Moncayo, William Fox y Amalio Puga.

### Jefe de Operaciones al mando de la primera división del ejército revolucionario
Luego del pronunciamiento que a finales de diciembre de 1911 desconoció al gobierno de Carlos Freile Zaldumbide por parte del General Pedro J. Montero, marchó a la campaña del interior al mando de la primera división del ejército revolucionario para enfrentar, en calidad de Jefe de Operaciones, a las fuerzas del gobierno comandadas por el general Leonidas Plaza. Acompañado de una sección de la Cruz Roja, acampa inicialmente en Huigra, más casi inmediatamente avanza al norte de la población a poca distancia del Pueblo, acampando en una hondonada de paso obligatorio para quienquiera que quisiera salir o entrar a la ciudad. Sin embargo, algunos, por las características geográficas del sector, han considerado que se trató de un error táctico que fuera posteriormente determinante para la derrota sufrida.
El día 8 de enero empezaron las comunicaciones entre los jefes liberales para tranzar esta difícil situación y lograr la paz y unidad del Partido Liberal. Las filas del ejército oficial estaban al mando del General Julio Andrade Rodríguez, quien, a pesar de los acercamientos existentes, tenía órdenes de no interrumpir las operaciones. Conforme a las reglas de la guerra, por su parte, el Coronel Belisario Torres se mantuvo en tregua, más aún cuando él mismo había sido encomendado por el mismísimo general Eloy Alfaro para hacer la entrega de los argumentos de los ejércitos del Litoral.

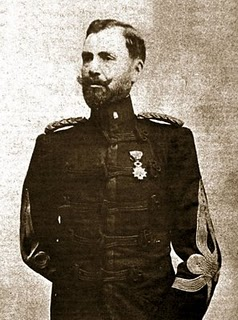
Gral. Julio Andrade Rodríguez.

 El general Julio Andrade fue designado por el general Plaza como Jefe del Estado Mayor de las huestes oficiales para dar caza al enemigo apostado en las afueras de Huigra, hacia la localidad de Pasán. Llegado Andrade a Alausí, población de la cual tomó posesión inmediata, recibió comunicación del coronel Torres, cuya misiva fechada el 8 de enero de 1912, dice:

De Guayaquil he recibido instrucciones de hacer llegar el pliego adjunto, dirigido al señor Gobernador del Chimborazo. Entiendo, mi General, y le hablo como amigo, que son comunicaciones para el Gobierno de Quito: De nadie mejor que de usted, podría valerme para que las referidas comunicaciones lleguen a su destino, pues siendo ellas oficiales, debo dirigirme a la Primera Autoridad Superior de tránsito. Me valgo de un extranjero, como posta, como mayor garantía y apelo a su caballerosidad para que este individuo no sea molestado. En casos análogos, será usted igualmente correspondido. Tengo noticias de que en Guayaquil las más respetables personas se ocupan de buscar una solución que asegure la unión de todo el Partido, prescindiendo del personalismo que, por desgracia, nos tiene hace tiempo divididos y contendencia a eliminarnos entre nosotros mismos. Yo creo fácil la solución con un poco de buena voluntad. El hecho de que, por desgracia, nos encontremos en dos campamentos contrarios, no quier decir que no estreche su mano con verdadero placer.

Los parlamentarios enviados por el coronel Torres habrían propuesto francamente la propuesta de este, que era fusionar ambos cuerpos del Ejército y proclamar al comandante Julio Andrade en calidad de Jefe Supremo, pues tal era el parecer de Eloy Alfaro expresado al Comandante Montero en Guayaquil.
Andrade dio contestación a la misma, y lo que supondría una tregua conforme a las normas de la Guerra reconocidas internacionalmente en la época, no fueron respetadas por los gobiernistas, cuyo única consigna era aplastar a Alfaro y sus allegados. Mientras Belisario Torres esperaba noticias que posibilitaran una "reconciliación" del Liberalismo, se le dio a Andrade la consigna que esto no le impidiera seguir con los movimientos del ejército. Jorge Pérez Concha relata que, «Belisario Torres... había recibido informaciones enviadas desde Guayaquil por el señor General Don Flavio E. Alfaro, como Director Supremo de la Guerra, según las que, entre las fuerzas constitucionales, estaban los batallones Ayacucho y Pichincha, dispuestos a incorporarse en las filas revolucionarias», lo que habría dado un exceso de confianza al coronel. De ahí que fuera el adelanto de las tropas gobiernistas sin respeto a las reglas bélicas, las que habrían determinado una situación desventajosa para Torres y no, como anotó posteriormente el señor general Ulpiano Páez, que hubiera tomado posiciones: «las más adecuadas para que el Ejército del Interior lo envolviera y copara, porque para embotellar a esas fuerzas, ni de adrede podría presentárseles mejor oportunidad».
El Gobierno de Quito rechazó cualquier fórmula de arreglo destinado a lograr la paz entre las facciones y dispuso la marcha sobre Huigra para reprimir y confundir a los rebeldes. A pesar de que en Quito conocía de la inferioridad numérica de las tropas de Torres, en número y elementos militares, acumularon más tropas para la lucha. El día 11 de enero, en las alturas de Pasán, resultado de los movimientos que se habrían practicado desde el día 6 sobre los flancos de las tropas del Litoral, se entabló combate con las tropas del coronel atrincherado en la hondonada.
Desde las 10 de la mañana hubo tres combates combinados sobre Huigra y se derrota a las fuerzas alfaristas en Peñancay y Tambo; en Yalacay y Tilango, y en Guabalcón y Turmos así como en la línea férrea. Se luchó palmo a palmo desde la quebrada de Yalancay hasta la Plaza de Huigra.
Finalmente, se tomaron armas, municiones y 300 prisioneros, entre ellos, al Jefe de la División, don Belisario Torres. Vencieron las fuerzas de la Sierra, en palabras de Carlos A. Rolando, «porque acometieron con ciencia y eran más numerosos».
Acabada la lucha, a la que se llamó La jornada de Yalancay, las tropas de Quito entraron a Huigra el 11 de enero de 1909.

## De su aprisionamiento y posterior asesinato
Fueron tomados prisioneros junto al coronel Belisario Torres, entre los principales, los siguientes: coronel Apolinario Campi, los tenientes coroneles y sargentos mayores Camilo Landín, R. Vera, J. Vicente Alvarado, Carlos Chichonís, Carlos Martínez, J.J. Arellano y Guillermo López.
Como ya se tenía conocimiento de la actitud plenamente hostil que en todos los pueblos de tránsito se manifestaba, el Gobierno y la Policía dictaron aparentes medidas para evitar que en la capital se ofendiese a los detenidos de alguna forma, más, como sabemos, esto no fue más que un ardid formal para encubrir la conducta bárbara que el odio enfermizo de los detentadores del Poder en Quito tenían hacia el "Viejo Luchador". Sólo en Guamote, la población se mostró respetuosa de la condición de los prisioneros, en las demás, los vecinos se arremolinaban alrededor de los vagones del tren para apedrearlos. La furia fue in crescendo, hasta que en Latacunga, el mismo gobernador de la ciudad pretendió entregar a los detenidos a las masas para que fueran despedazados; a lo que se opuso firmemente el Capitán Martínez, jefe de la escolta, quien logró llevarlos hasta la ciudad de Quito.

Conociendo que en la estación de Chimbacalle se había aglomerado mucha gente del pueblo para esperar la llegada de los prisioneros y que cada vez más afluía gente a ese lugar, el Ejecutivo ordenó que el tren que los transpotaba se detuviera a más de dos leguas de distancia de la llanura de Turubamba con el objeto de hacerlos llegar a altas horas de la noche, esperando que, por lo avanzado de la hora, se despejase la muchedumbre. El tren se mantuvo en Turubamba desde el viernes 19 de enero hasta las tres de la mañana del día 20, hora en que llegó a Chimbacalle.

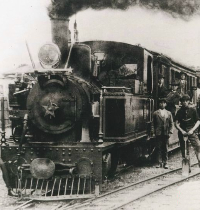
Tren llegando a Chimbacalle-Quito.

Como no todos los manifestantes se habían retirado de la estación, se dio la orden que mucho antes de llegar a Chimbacalle se sacara a los prisioneros de los vagones para que entraran caminando por sendas desiertas a la Capital. Atravesando dehesas por el camino que une la Parroquia de Chimbacalle con La Magadalena, precisamente el cual es conocido como "El Arco de la Magdalena", que pasa al lado del Cementerio de San Diego. Llegados a ese suburbio, los prisioneros fueron conducidos a la Escuela de Artes y Oficios, presumiblemente para evitar que recorriesen las calles de la población, pues una de sus puertas daba al frente del Panóptico.

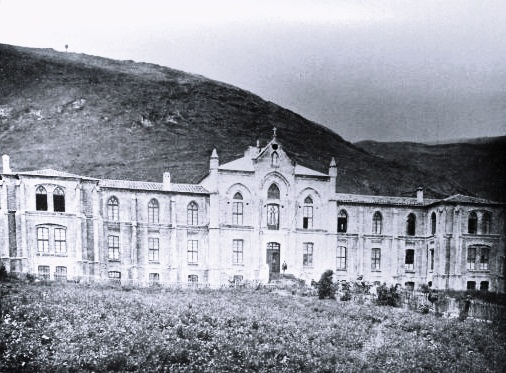
La Escuela de Artes y oficios en Quito.

A pesar de tantas medidas de seguridad, cuando los prisioneros salieron por dicha puerta, una gran muchedumbre los esperaba; muchedumbre llegada de todos los puntos de la ciudad donde estaban apostados. La Policía había enviado fuertes escoltas a San Roque para que se posesionaran de las bocacalles que conducen al mítico centro de detenciones. Como se dijo: «Ni las medidas extremas de seguridad ni la acuciosidad de los elementos policiales impidieron que la gleba los arrinconara y empezara a arrollarlos. Se oyeron disparos de revólveres y cayó herido de gravedad el Coronel Belisario V. Torres».
El historiador Jorge Pérez Concha, quien contó con fuentes de primera mano de estos sucesos, relata en su obra laureada «Alfaro, su Vida y su Obra» acerca de quienes fueron los autores de los disparos:

...Militares dispararon contra el grupo y una de las balas acertó a penetrar por la espalda del coronel Torres, al empezar el ascenso del plano inclinado que concluye en el Portón del Panóptico. El coronel no cayó, pero caminaba con paso vacilante...

 En la versión contada por Alfredo Pareja Diez Canseco a través de «La Hoguera Bárbara», Torres exclamó al recibir la bala: 

¡Cobardes! ¡Por la espalda no se mata a un prisionero indefenso y amarrado!
Belisario Torres

Los prisioneros iban atados unos a otros con cuerdas. Ya en la Penitenciaría mandáronles a alinear a todos, pero el coronel Torres cayó en un calabozo, donde entró el Director de Cárceles llamado Rubén Estrada, vilipendió a Torres y dióle de puntapiés hasta en el rostro. Hermano de Torres era el Comandante Landín (Camilo), quien presenció la escena atado, sin siquiera poder protestar...Militares fueron los asesinos de Torres y la consigna vino desde el campo de batalla...
Pérez Concha

La herida lo atravesaba desde la espalda hacia el abdomen. Fue dejado en el calabozo para que se desangre hasta morir. A altas horas de la noche, se acercó el ministro de Guerra, General Francisco Navarro, quien se aproximó al cuerpo moribundo del coronel Torres y lo conminó a firmar un documento por el cual liberaba de toda responsabilidad al gobierno de Carlos Freile Zaldumbide. Torres pudo responder: «Yo no firmo sin saber el contenido». Luego se lo leyeron: Difamaciones y mentiras. El escrito afirmaba que el tiro vino desde la multitud a cierta distancia de la Escuela de Artes y Oficios, que había disparado una mujer, entre otros desaciertos. Se negó a firmar. Ya moribundo, quisieron montar un sainete de humanidad y lo trasladaron al Hospital Militar, donde murió a las tres de la madrugada del día 21. Asegurándose que la víctima antes de morir afirmó que el balazo le había sido dado por un alto empleado de la Penitenciaría. Pérez Concha señala que esta información fue recibida de los familiares del Coronel Torres, en especial del Coronel Landín, testigo del hecho.
Como la integridad del coronel Torres se mantuvo incólume hasta el final, buscaron dirigir la opinión pública a través de los medios de comunicación. En aquella época, "El Comercio", diario principal de la capital, era mantenido por el Gobierno; así que no faltó la oportuna noticia que "acomodara" los acontecimientos: 

Se ha establecido que este hecho fue cometido por un individuo perteneciente al personal del Molino "El Progreso", situado en la orilla del Río Machángara, a la entrada sur de la Capital.

 Y no podía ser de otra forma, pues desde sus páginas se venía fraguando el asesinato de Alfaro y todos sus lugartenientes. Este crimen sería la diana para la Masacre de los Héroes Liberales, uno de los grandes crímenes de Estado del siglo XX d. C..

## Pensión de Montepío Militar a su viuda e hijos
Durante la Presidencia de Alfredo Baquerizo Moreno, el Congreso de la República del Ecuador autorizó al Poder ejecutivo para que conceda la pensión de Montepío Militar a la viuda e hijos del coronel Belisario Torres. En registro Oficial # 953 de 23 de noviembre de 1919 encontramos lo siguiente al respecto: 

Se concede nuevas Letras de Montepío Militar a la señora Mercedes Lascano y menor Arturo Torres, viuda e hijo legítimo, respectivamente, del señor coronel Don Belisario B. (sic) Torres, con la pensión de ciento treinta y tres sucre, treinta y tres centavos mensuales, divisible entre los agraciados, y que es el cuarenta por ciento del sueldo correspondiente a la clase del mencionado Jefe, acreciéndoles la parte proprocional que gozaba la señorita Petra Torres Lascano, hija también del antedicho coronel, la misma que ha contraido matrimonio (Casose con el reconocido literato peruano Don Carlos Camino Calderón, el 23 de septiembre de 1919, quien a la postre era cónsul del Perú en Guayaquil).